# Компон-дайто

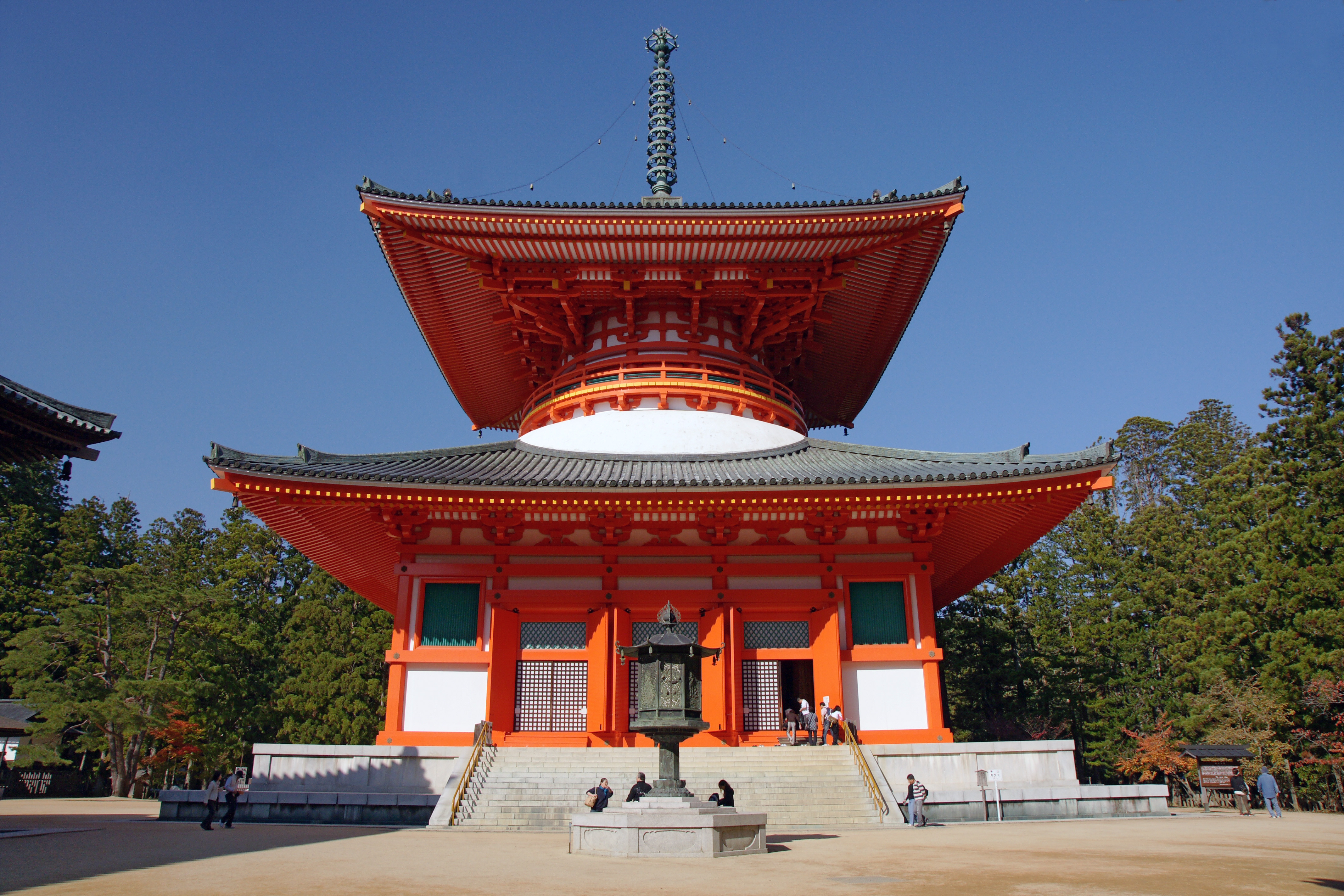
Пагода Компон-дайто

Компон-дайто (яп. 根本大塔) — пагода буддійської школи сінґон, розташована на горі Коя-сан. Пагода входить у комплекс Гаран, який належить до храму Конгобу-дзі.
Відповідно до доктрини школи сінґон, пагода міститься в центрі мандали, що охоплює всю Японію.
Всередині пагоди розміщені статуї тантричних божеств.
Пагоду побудовано близько 1200 року, висота пагоди 48,5 м. Нинішню будівлю побудовано 1937 року.